# Parafia Matki Bożej Ostrobramskiej w Cutchogue
Parafia Matki Bożej Ostrobramskiej w Cutchogue (ang. Our Lady of Ostrabrama Parish) – parafia rzymskokatolicka położona w Cutchogue, w stanie Nowy Jork, Stany Zjednoczone.
Jest ona wieloetniczną parafią w diecezji Rockville Centre, z mszą św. w języku polskim dla polskich imigrantów.
Ustanowiona w 1909 roku i dedykowana Matce Bożej Ostrobramskiej.

## Historia
W 1908 roku polscy imigranci, przybyli w okolice Cutchogue, założyli stowarzyszenie św. Jozefata w celu zorganizowania i wybudowania polskiej kaplicy. Ks. Ludwik Myszyński proboszcz parafii św. Izydora w Riverhead zwrócił się z prośbą do biskupa brooklińskiego o pozwolenie wybudowania kaplicy w Cutchogue. Kaplica została ukończona 14 lutego 1909 r.
W 1911 roku ks. Stefan Bartkowski został mianowany pierwszym proboszczem zamieszkującym w parafii i wtedy utworzono oficjalnie parafię Matki Bożej Ostrobramskiej. W 1918 roku pożar zniszczył kaplicę.
Poświęcenie kamienia węgielnego pod obecny kościół odbyło się w październiku 1919 roku, a w 1920 roku biskup McDonnell, ordynariusz brooklinski, konsekrował kościół.
W lutym 1992 roku, ks. Ryszard Kopiński rozpoczął renowację kościoła. 13 listopada 1993 roku, ordynariusz diecezji, ks. biskup John McGann dokonał uroczystego poświęcenia odnowionego kościoła.

### Duszpasterze
- Ks. Stefan Bartkowski (1911 – 1914)
- Ks. Karol Schimmel (1914 – 1917)
- Ks. Alexander Ciżmowski (1917 – 1919)
- Ks. Józef Ciżmowski (1919 – 1922)
- Ks. Ignacy Zbawiony (1922 – 1949)
- Ks. Franciszek Makowski (1946 – 1952)
- Ks. Alfons Ciżmowski (1952 – 1967)
- Ks. Henryk Gauer (1967- 1970)
- Ks. prałat Jan Cwalina (1970 – 1984)
- Ks. Ryszard Kopiński (1984 – 1993)
- Ks. prałat John Nosser (1993- 1997)
- Ks. Władysław Rudnicki (1997 – 2007) (administrator)
- Ks. Marian Bicz (2007 – 2013)
- Ks. Stanisław Wadowski (2013 - 2015)
- Ks. Joseph Staudt - administrator (2015 - obecnie)